# O komm, du Geist der Wahrheit
O komm, du Geist der Wahrheit ist ein evangelisch-lutherisches Kirchenlied zum Pfingstfest. Der Pastor und spätere Superintendent Philipp Spitta schrieb es wohl zu Pfingsten 1827 im Domänendorf Lüne bei Lüneburg und veröffentlichte es 1833 in seiner Liedersammlung Psalter und Harfe. Der Text ist ein Bittgebet zum Heiligen Geist um Bekennermut in „glaubensarmer Zeit“.

## Entstehung
Philipp Spitta nahm nach dem ersten theologischen Examen, wie viele Pfarramtskandidaten seiner Zeit, eine Hauslehrerstellung an. Viele Lieder, die er später veröffentlichte, entstanden in diesen Jahren. Sie zeugen von einer intensiven, gefühlsbetonten und antirationalistischen Frömmigkeit und stehen im Kontext der romantischen Gegenbewegung gegen die Aufklärung und einer Rückbesinnung auf die Bekenntnisschriften der evangelisch-lutherischen Kirche.
Obwohl Spittas Sammlung Psalter und Harfe laut Untertitel „zur häuslichen Erbauung“, also für die Andachten einer Hausgemeinschaft, bestimmt waren, wurden die Lieder schon bald in Gesangbücher für den Gottesdienst in der Kirche übernommen, zumal sie alle auf bekannte Kirchenliedmelodien singbar waren.

## Form
Die sieben Strophen des Pfingstliedes bestehen aus acht jambischen, dreihebigen Zeilen, die sich abwechselnd weiblich und männlich reimen. Dieses Strophenschema ist in der Kirchenlieddichtung häufig. O komm, du Geist der Wahrheit wurde in der Vergangenheit mit verschiedenen Melodien dieser Strophenform gesungen.

## Inhalt
Das lyrische Wir des Liedes ist die Gemeinde. Adressat ist (explizit nur in den Strophen 1–3, 5 und 7) der Heilige Geist, um dessen kraftvolles Kommen gebeten wird. Als Hintergrund der Bitte beschreibt das Lied eine glaubensarme (europäische) Christenheit, die umkehren und, angespornt durch das Beispiel der neubekehrten „Heiden“ und unbeeindruckt von „aller Feinde Toben“, das Evangelium verkünden soll. Der damals im Zuge des Kolonialismus sehr aktiven Mission in fernen Kontinenten wird damit das Anliegen der inneren Mission, der Glaubenserneuerung in Deutschland und Europa, zur Seite gestellt.

## Text

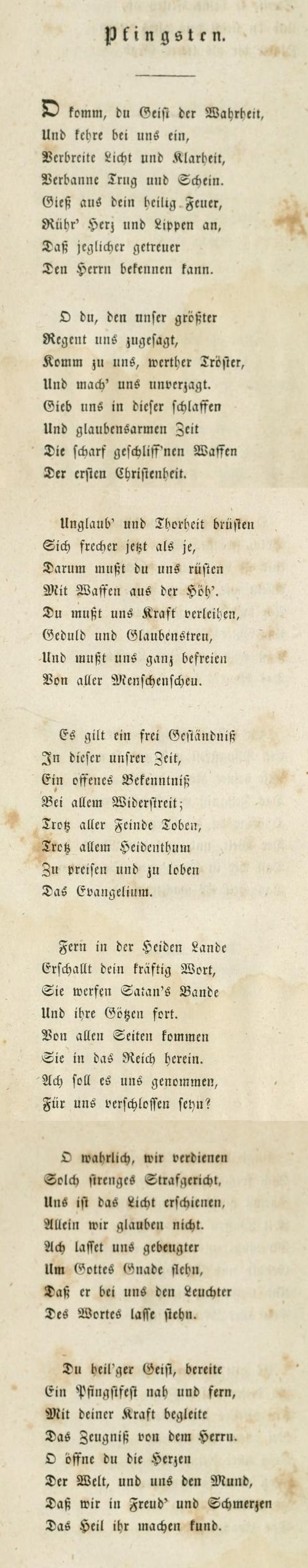
O komm, du Geist der Wahrheit in Psalter und Harfe, 1834

1. O komm, du Geist der Wahrheit,

und kehre bei uns ein,

verbreite Licht und Klarheit,

verbanne Trug und Schein.

Gieß aus dein heilig Feuer,

rühr Herz und Lippen an,

dass jeglicher getreuer

den Herrn bekennen kann.

2. O du, den unser größter

Regent uns zugesagt:

komm zu uns, werter Tröster,

und mach uns unverzagt.

Gib uns in dieser schlaffen

und glaubensarmen Zeit

die scharf geschliffnen Waffen

der ersten Christenheit.

3. Unglaub und Torheit brüsten

sich frecher jetzt als je;

darum musst du uns rüsten

mit Waffen aus der Höh.

Du musst uns Kraft verleihen,

Geduld und Glaubenstreu

und musst uns ganz befreien

von aller Menschenscheu.

4. Es gilt ein frei Geständnis

in dieser unsrer Zeit,

ein offenes Bekenntnis

bei allem Widerstreit,

trotz aller Feinde Toben,

trotz allem Heidentum

zu preisen und zu loben

das Evangelium.

5. In aller Heiden Lande

erschallt dein kräftig Wort,

sie werfen Satans Bande

und ihre Götzen fort;

von allen Seiten kommen

sie in das Reich herein;

ach soll es uns genommen,

für uns verschlossen sein?

6. O wahrlich, wir verdienen

solch strenges Strafgericht;

uns ist das Licht erschienen,

allein wir glauben nicht.

Ach lasset uns gebeugter

um Gottes Gnade flehn,

dass er bei uns den Leuchter

des Wortes lasse stehn.

7. Du Heilger Geist, bereite

ein Pfingstfest nah und fern;

mit deiner Kraft begleite

das Zeugnis von dem Herrn.

O öffne du die Herzen

der Welt und uns den Mund,

dass wir in Freud und Schmerzen

das Heil ihr machen kund.

## Melodie
Die heute in allen Gesangbüchern dem Lied zugeordnete Melodieⓘ gehört ursprünglich zum Abschiedslied Entlaubet ist der Walde von Thomas Stoltzer (1475–1526) und war in der Urfassung sehr stark durch Melismen ausgeschmückt. Trotzdem wurde sie hoch populär, mit Chorsätzen von Ludwig Senfl und Caspar Othmayr. Dazu auch kamen auch bald die ersten geistlichen Umdichtungen Ich dank dir, lieber Herre (Johann Kolrose um 1535) und Lob Gott getrost mit Singen (Johann Horn 1544). Zur Umdichtung Herr Jesu, Licht der Heiden (Johann Franck 1653) bearbeitete Johann Crüger die Melodie zu einem einfacheren Rhythmus und ließ nur das schwungvolle Schlussmelisma stehen. Auch die älteren Texte wurden auf Crügers Version gesungen. Ihre Lebhaftigkeit entspricht der dringenden Bitte um den lebenspendenden Geist.

## Verbreitung
O komm, du Geist der Wahrheit findet sich u. a. in folgenden kirchlichen Gesangbüchern, mit sieben Strophen nur dann, wenn nicht anders angegeben:
- Eingestimmt (Alt-katholisch) Nr. 440, vier Strophen (1,2,4,7)
- Evangelisches Gesangbuch Nr. 136[9]
- Evangelisch-Lutherisches Kirchengesangbuch² der SELK Nr. 486
- Feiern & Loben (Bund Evangelisch-Freikirchlicher Gemeinden und Bund Freier evangelischer Gemeinden) Nr. 283, fünf Strophen (1–4,7)[10]
- Gesangbuch der Evangelisch-methodistischen Kirche Nr. 253, fünf Strophen (1–4,7).
- Gesangbuch der Evangelischen Brüdergemeine Nr. 376, sechs Strophen (1–4,6–7).
- Mennonitisches Gesangbuch Nr. 320, vier Strophen (1,4,6,7)[11]

Im aktuellen Gesangbuch der Neuapostolischen Kirche von 2005 ist das Lied nicht enthalten, wohl aber im Vorgänger Neuapostolisches Gesangbuch von 1925 unter der Nr. 129 mit vier Strophen (1,3,4,7), mit folgenden Änderungen in der in diesem Gesangbuch dritten Strophe: … trotz aller Feinde Walten, trotz Widerchristentum zu predigen das alte Urevangelium! In dessen Vorgänger, das 1910 ebenfalls unter dem Titel Neuapostolisches Gesangbuch erschienen war, erschien das Lied ebenfalls unter der Nr. 129; unklar ist, mit wie vielen Strophen und ob die genannten Änderungen in der Ausgabe von 1925 auch hier schon existierten.